# Rumina (divinità)
Rumina, Rumilia, o Rumia era una dea della religione romana che proteggeva le donne e gli animali allattanti (rumis o ruma era parola arcaica per indicare la mammella d'un animale). Il suo tempio era ai piedi del colle Palatino, adiacente al fico ruminale, un albero di fico in cui si credeva che la fatidica lupa avesse allattato i fondatori di Roma: Romolo e Remo. 
In onore della dea si offriva principalmente latte.